# Augensprache
Augensprache (Substantiv; Feminin) ist die nonverbale Kommunikation mit den Augen und spielt eine bedeutende Rolle bei der bewussten und unbewussten Ausdrucksweise durch Mimik. Die Augensprache unterstützt gesprochene Worte und erleichtert das Verständnis eines „emotionalen Zustands“.

## Definition
Augensprache drückt sich in verschiedenen Formen der Mimik aus, dazu gehören Blickrichtung, Blickkontakt, Blinzeln und An- oder Entspannung der Augenmuskeln. Hier existiert eine Unterscheidung zwischen Mikro- und Makroexpressionen. Die genannten Mikroexpressionen sind schnell, unbewusst, schwer zu unterdrücken und sprechen die Wahrheit. Mikroexpressionen setzen sich aus Basisemotionen zusammen. Makroexpressionen hingegen, verweilen länger und sind besser zu erkennen.

## Ausdrücken von Emotionen
Es gibt sieben universelle Basisemotionen, die von Menschen unabhängig ihrer Herkunft oder Kultur auf ähnliche Weise ausgedrückt werden. 
1. Freude wird mit Fältchen um die Augen gekennzeichnet. Die Augen strahlen und lachen mit.
2. Trauer wird durch halbgeschlossene Augenlider, glasige Augen und den schwindenden Fokus repräsentiert.
3. Die Wut bekennt sich mit einem fixierten Blick und tiefgelegte Augenbrauen.
4. Um eine Gefahr ausfindig zu machen, vergrößern sich bei der Angst die Augen. Dabei wird jedes einströmende Licht genutzt und das Sichtfeld erweitert sich entsprechend.
5. Die Emotion Überraschung ist der Angst sehr ähnlich. Die Augen sind weit geöffnet mit dem Ziel, rapid Informationen wahrzunehmen. Im Gegensatz zur Angst hat die Überraschung jedoch häufig einen positiven Ursprung.
6. Die maximale Sehschärfe erhalten Menschen bei der Emotion Ekel. Die Augen verengen sich, blocken das Licht ab und lenken so den Fokus auf die Ursache des empfundenen Ekels.
7. Anders als die vorherigen sechs Emotionen ist die siebte von asymmetrischen Merkmalen geprägt wie dem Hochziehen von nur einer Augenbraue. Wenn der Blick oft von oben nach unten geht, handelt es sich um die Verachtung.[4][5][6]